# 2011 au Niger
2009 au Niger - 2010 au Niger - 2011 au Niger - 2012 au Niger - 2013 au Niger
 2009 par pays en Afrique - 2010 par pays en Afrique - 2011 par pays en Afrique - 2012 par pays en Afrique - 2013 par pays en Afrique] -
Cet article présente les faits marquants de l'année 2011 au Niger.

## Chronologie

### Janvier 2011
- 7 janvier 2011 : Deux inconnus « enturbannés et armés », avec la peau claire et parlant l'arabe, ont enlevé deux Français de 25 ans, Antoine De Léocour et Vincent Delory, dans la soirée à Niamey, au restaurant « Le Toulousain » dans le quartier résidentiel du Plateau. Les ravisseurs ont contraint les deux hommes à les suivre et « à monter à bord d'un 4x4 immatriculé au Bénin dans lequel d'autres hommes armés les attendaient ». L'un des deux Français venait d'arriver « pour assister à un mariage[1] ».
- 8 janvier 2011 : L'armée nigérienne qui immédiatement a « pris en chasse » le groupe des ravisseurs annonce que les deux otages français ont été retrouvés morts dans la soirée, vraisemblablement exécutés par leurs ravisseurs. Au moins deux combattants d'Al-Qaïda au Maghreb islamique (AQMI) ont été capturés lors d'un raid des forces françaises. Trois gendarmes nigériens ont par ailleurs été tués dans les combats avec les ravisseurs après l'enlèvement et quatre autres militaires nigériens grièvement blessés.
- 9 janvier 2011 : L'armée nigérienne reconnaît que des commandos français ont participé à la tentative de libération des deux français enlevés à Niamey au cours d'une opération dont l'objectif était d'intercepter les ravisseurs avant qu'ils ne parviennent à franchir la frontière avec le Mali, à quelque 200 km au nord de Niamey, et disparaissent dans des zones désertiques trop vastes pour être contrôlables. Un avion de surveillance français Atlantique-2 (ATL-2), basé habituellement au Tchad et doté de moyens d'écoute et de vision de nuit, a appuyé l'opération au sol. Un premier accrochage a lieu à une centaine de kilomètres de Niamey, et le chef du détachement de la garde nationale nigérienne est blessé. Les ravisseurs parviennent à s'échapper et poursuivent leur progression vers le Mali. Un nouvel accrochage en zone frontalière s'est produit entre les ravisseurs et l'armée nigérienne et des éléments des forces spéciales françaises dont deux soldats ont été légèrement blessés. Quatre ravisseurs ont été tués et 2 autres ont été arrêtés. Les deux otages ont été retrouvés morts[2]. D'autre part, 3 gendarmes nigériens ont été tués dans les combats avec les ravisseurs et quatre militaires nigériens ont été grièvement blessés.

- 11 janvier 2011 :
  - Selon l'Agence France-Presse, des hélicoptères de combat français ont tiré sur les véhicules des ravisseurs au Niger des deux Français. Sur le lieu de cet assaut lancé par les forces spéciales françaises, plusieurs « véhicules calcinés » ont été retrouvés parmi lesquels un gros véhicule 4×4 immatriculé au Bénin. « L'assaut final » s'est déroulé à une quinzaine de kilomètres de la localité malienne de Tabankort, à 35 km au sud de Ménaka. Le Premier ministre français François Fillon a affirmé qu'ils avaient été « éliminés froidement » par leurs ravisseurs.
  - Selon l'Agence France-Presse, un émir algérien d'AQMI, Mokhtar Belmokhtar, insaisissable depuis plus de 15 ans, a commandité le rapt des deux Français enlevés à Niamey et retrouvés morts au Mali après un assaut de soldats français contre leurs ravisseurs.

- 12 janvier 2011 : Selon l'enquête, un des deux otages Français, morts après leur enlèvement, a été tué par balle à bout portant au visage, ce qui laisse penser à une exécution, l'autre est mort totalement brûlé dans des circonstances à établir. L'hypothèse d'un tir ayant touché le réservoir de la voiture dans laquelle il se trouvait n'est pas exclue, des hélicoptères de combat français ayant tiré sur le convoi de véhicules des ravisseurs.

- 13 janvier 2011 :
  - Dans un enregistrement audio diffusé par la chaîne al-Jezira, Al-Qaida au Maghreb islamique a revendiqué le rapt des deux Français enlevés à Niamey puis tués.
  - Un haut responsable gouvernemental nigérien affirme que les trois « militaires nigériens » retrouvés morts après un assaut contre les ravisseurs de deux Français, « poursuivaient les gens d'al-Qaida » et avaient été « victimes de tirs français ». D'autre part, il conteste l'affirmation du ministère français de la Défense selon laquelle des personnes portant « l'uniforme de la gendarmerie nigérienne » avaient participé au combat contre les forces françaises[3].

- 15 janvier 2011 : AQMI, qui dit vouloir donner la « vraie version » des faits sur le raid après le « récit faux » du gouvernement sur cette affaire, affirme qu'un des deux otages français avait été tué au Mali par les frappes aériennes françaises et que l'autre avait été exécuté par AQMI : « les avions français ont bombardé les véhicules des moujahidines, alors les moujahidines ont emmené l'un des otages loin du véhicule visé mais n'ont pu prendre l'autre qui a été tué par les Français plus tard dans le bombardement et non par des balles des moujahidines [...] Avec les frappes aériennes constantes des troupes françaises, les moujahidines ont alors pensé qu'ils n'allaient pas s'en tirer, alors ils ont exécuté le second otage. Ils l'ont tué d'une balle dans la tête et ont décidé d'exécuter aussi six soldats nigériens ». Le groupe affirme avoir alors « tué et blessé » quatre Français et 12 Nigériens[4].

- 16 janvier 2011 :

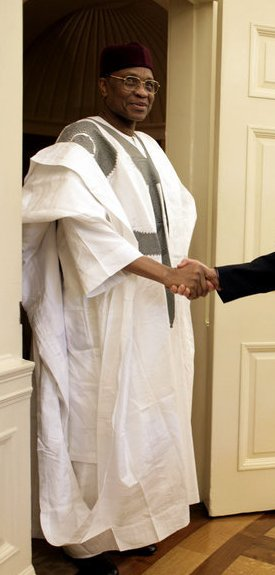
Mamadou Tandja
(juillet 2005)

  - Ouverture officielle de la campagne de l'élection présidentielle du 31 janvier, destinée à rétablir un régime civil après le coup d’État de février 2010 contre Mamadou Tandja. Quelque 6,7 millions de Nigériens sont appelés aux urnes pour choisir le prochain président parmi dix candidats, alors que le pays vit de plus en plus sous la menace d'AQMI.
  - L'ancien chef d’État, Mamadou Tandja, renversé en février 2010 par un putsch et retenu depuis lors dans une villa dans l'enceinte de la présidence, a été transféré dans la prison civile de Kollo près de Niamey. En novembre 2010, la Cour de justice de la Communauté économique des États de l'Afrique de l'Ouest (Cédéao) avait jugé « arbitraires » son arrestation et sa détention et « ordonné sa libération ». En décembre 2010, la Cour d'État du Niger avait levé son immunité, ouvrant la voie à des poursuites judiciaires contre lui pour de présumées malversations financières.

- 19 janvier 2011 : Neuf des dix candidats à l'élection présidentielle prévue au Niger le 31 janvier ont demandé un report du scrutin, proposant « la date du 20 février pour le premier tour couplé aux législatives », une requête rejetée par le chef de la junte au pouvoir Salou Djibo. L'Union européenne annonce le déploiement de 38 observateurs pour surveiller le déroulement de l'élection présidentielle. Après un probable second tour le 12 mars, le nouveau président civil doit être investi le 6 avril. D'ores et déjà, la transition a permis l'adoption fin 2010 d'une nouvelle Constitution et la tenue d'élections locales le 11 janvier qui ont émerger le Parti nigérien pour la démocratie et le socialisme (PNDS) de l'opposant historique Mahamadou Issoufou. Mais trois hommes font aussi figure de favoris, parmi les dix candidats : Seini Oumarou, héritier de Mamadou Tandja et chef du Mouvement national pour la société de développement (MNSD), parti de l'ancien président; Hama Amadou, autre ex-Premier ministre du chef d'État déchu; et Mahamane Ousmane, premier président démocratiquement élu au Niger, en 1993[5].

### Février 2011
- 3 février 2011 :
  - Le parquet de Paris a confirmé que Vincent Delory, l'un des deux otages français enlevés au Niger et retrouvés morts au Mali en janvier, a bien été tué dans un incendie et non par balle. Les circonstances de la mort du jeune homme ont pu être déterminées par des expertises médico-techniques et balistiques. Quant à Antoine de Léocour, il a été « victime d'un tir à très courte distance, voire à bout touchant, qui est la cause directe et unique du décès[6] ».
  - Élection présidentielle : Selon la Commission électorale nationale indépendante, l'opposant Mahamadou Issoufou (PNDS), suivi de l'ex-Premier ministre Seïni Oumarou (MNSD) et de Hama Amadou (MODEN), sont arrivés en tête du premier tour de l'élection présidentielle au Niger, sur la base de résultats quasi complets représentant 98 % des votes.

### Mars 2011

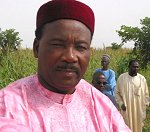
Mahamadou Issoufou
(décembre 2004)

- 1er mars 2011 : plus de 1 500 Nigériens ont réussi à fuir les violences en Libye et sont arrivés à Dirkou, une localité nigérienne proche de la frontière libyenne. Plusieurs milliers de Nigériens vivaient en Libye, la plupart travaillant comme ouvriers clandestins.

- 14 mars 2011 : l'opposant Mahamadou Issoufou (59 ans, 5 fois candidat) remporte l'élection présidentielle, après un an de transition conduite par le général Salou Djibo, avec 57,95 % des suffrages exprimés. L'ex-Premier ministre Seïni Oumarou (60 ans), 42,05 % des suffrages, reconnaît sa défaite. Le taux de participation a atteint 48,17 %[7]. Le nouveau président estime que, riche d'immenses ressources naturelles, en uranium notamment, « le Niger n'est pas un pays pauvre mais un pays mal géré ».

### Avril 2011
- 21 avril 2011 : Le nouveau gouvernement de Brigi Rafini est composé de 23 ministres dont 7 femmes. Parmi les nouveaux ministres. Mohamed Bazoum est aux Affaires étrangères[8].

### Mai 2011
- 10 mai 2011 : L'ex-président Mamadou Tandja, renversé en février 2010 est libéré par la Cour d'appel de la prison de Niamey où il était détenu depuis janvier 2011. Il était accusé de détournement de fonds publics (6 millions d'euros) et de « refus d'obtempérer à une décision de justice »[9].